# Washington Dulles International Airport
Washington Dulles International Airport este principalul aeroport al orașului Washington, D.C..